# Hartwig Gauder
Hartwig Gauder (ur. 10 listopada 1954 w Vaihingen an der Enz, zm. 22 kwietnia 2020 w Erfurcie) – niemiecki lekkoatleta chodziarz, do 1990 reprezentujący NRD.
Wychował się w południowych Niemczech. Jego rodzina przeniosła się w 1960 do NRD do Ilmenau, gdzie jego matka odziedziczyła dom. Jako lekkoatleta początkowo specjalizował się w chodzie na 20 kilometrów. Został mistrzem NRD w tej konkurencji w 1975 i 1976. Na mistrzostwach Europy w 1978 w Pradze zajął 7. miejsce. W tym samym roku ustanowił rekord Europy w chodzie na 20 000 metrów na bieżni wynikiem 1:24:22,7.
Potem skoncentrował się na chodzie na 50 kilometrów. Został mistrzem w tej konkurencji na igrzyskach olimpijskich w 1980 w Moskwie, mimo że był to dopiero 4. jego występ na tym dystansie. Zwyciężył w chodzie na 5000 metrów na halowych mistrzostwach Europy w 1981 w Grenoble (była to konkurencja pokazowa). W 1981 zajął 2. miejsce w chodzie na 50 km w Pucharze Świata. Na mistrzostwach Europy w 1982 w Atenach zajął 4. miejsce w chodzie na 50 kilometrów. Wskutek bojkotu nie mógł bronić tytułu na igrzyskach olimpijskich w 1984 w Los Angeles.
Zwyciężył w chodzie na 50 kilometrów w Pucharze Świata w 1985. Zdobył złoty medal na tym dystansie na mistrzostwach Europy w 1986 w Stuttgarcie, a potem powtórzył ten sukces na mistrzostwach świata w 1987 w Rzymie. W tym samym roku był drugi w Pucharze Świata.
Na igrzyskach olimpijskich w 1988 w Seulu zdobył brązowy medal w chodzie na 50 kilometrów. Takie same osiągnięcia miał na mistrzostwach Europy w 1990 w Splicie i na mistrzostwach świata w 1991 w Tokio. Na tej ostatniej imprezie wystąpił już w barwach zjednoczonych Niemiec. Na igrzyskach olimpijskich w 1992 w Barcelonie zajął 6. miejsce w chodzie na 50 km. Nie ukończył chodu na tym dystansie na mistrzostwach świata w 1993 w Stuttgarcie. Po tej imprezie zakończył wyczynowe uprawianie lekkiej atletyki.
Gauder był mistrzem NRD w chodzie na 20 kilometrów w 1975, 1976, 1985 i 1986 oraz brązowym medalista na tym dystansie w 1984. W chodzie na 50 klilometrów był mistrzem NRD w 1979, 1982 i 1986 oraz wicemistrzem w 1984. W 1993 zdobył mistrzostwo Niemiec w chodzie na 50 km a w 1991 i 1992 był na tym dystansie wicemistrzem. Był również wicemistrzem Niemiec w chodzie na 20 km w 1993.  Startował w klubie Turbine Erfurt.
W 1995 choroba wirusowa zaatakowała jego serce. W 1996 wszczepiono mu sztuczne serce, a w 1997 dokonano przeszczepu serca. Dwa lata później wziął udział w Maratonie Nowojorskim, który ukończył. W 2003 jako pierwszy człowiek z przeszczepionym sercem wszedł na górę Fudżi w Japonii.
Był architektem. Od 2007 pracował na uniwersytecie w Jenie.
Zmarł na zawał serca.